# 141 (число)
Вижте пояснителната страница за други значения на 141.
141 (сто четиридесет и едно) е естествено, цяло число, следващо 140 и предхождащо 142.
Сто четиридесет и едно с арабски цифри се записва „141“, а с римски цифри – „CXLI“. Числото 141 е съставено от три цифри от позиционните бройни системи – 1 (едно), 4 (четири).

## Общи сведения
- 141 е нечетно число.
- 141-вият ден от годината е 21 май.
- 141 е година от Новата ера.